# Onthophagus aemulus
Onthophagus aemulus är en skalbaggsart som beskrevs av Gillet 1930. Onthophagus aemulus ingår i släktet Onthophagus och familjen bladhorningar. Inga underarter finns listade i Catalogue of Life.